# موجودات کابوس (بازی)
موجودات کابوس به انگلیسی (Nightmare Creatures) نام یک بازی ویدئویی در سبک وحشت می‌باشد که توسط کمپانی سرگرمی و بازی سازی کالیستو ساخته و در ۳۰ سپتامبر ۱۹۹۷ برای اولین بار برای کنسول بازی پلی استیشن توسط کمپانی اکتیویژن منتشر شده و سپس برای کنسول‌های نینتندو ۶۴ و مایکروسافت ویندوز نیز ارائه شد.

## داستان بازی
داستان بازی موجودات کابوس از عناصر وحشتناک گوتیک قرن نوزدهم آغاز میشود و از سال ۱۶۶۶ میلادی (۱۰۴۴ شمسی) شروع میشود . زمانی که یک فرقه ی شیطان پرست به نام اخوان هِکاته (Hecate) آزمایش های شومی رو در لندن انجام میدادند تا شهر و سپس جهان را تصاحب کنند . گروه اخوان المسلمین (اخوان هکاته) تلاش میکردند تا اکسیری تولید کنند که به آنها قدرت های فوق بشری ببخشد . به هر حال ، بجای بوجود آمدن ابر انسان های مورد نظرشان ، آزمایشاتشان هیولاهایی گروتسک به نام موجودات کابوس ساخت .
هنگامی که آنها تصمیم گرفتند که از این موجودات به عنوان ارتش فتح جهان استفاده کنند ، یکی از اعضای آنها ، ساموئل پیپس ، مقر های آنها را آتش زد و در نتیجه اولین آتش سوزی بزرگ در لندن رخ داد .
این بازی در سال ۱۸۳۴ میلادی (۱۲۱۲ شمسی) اتفاق میفتد لندن قربانی چندین اتفاق شیطانی میشود .
وجود هیولاها در شهر همراه با جهش مردم شهر به موجودات غیر الهی و اینکه مردگان از قبر های خود بیدار میشوند و در میان افراد زنده قدم میزنند گزارش میشود .
تمام لندن در وحشت است و در برابر نقشه های آدام کراولی ، دانشمند دیوانه ای که از اخوان المسلمین (اخوان هکاته) کمک میگیرد آسیب پذیر میباشد .
کتابی در خانه ی ایگناسیو بلکوارد ، کشیش و متخصص علوم غیب میفتد . او متوجه میشود که این کتاب در واقع دفترچه خاطرات گمشده ی ساموئل پیپس است که شامل تحقیقات گروه اخوان نیز میباشد . ایگناسیو که میفهمد ساموئل پیپس به کمک احتیاج دارد ، دفترچه خاطرات را برای یک ایمونولوژیست مشهور آمریکایی ، دکتر جین فرانسیسکو که همیشه با دخترش نادیا سانفرانسیسکو زندگی میکند در شهر نیواورلئان میفرستد . با به قتل رسیدن دکتر جین فرانسیسکو و دزدیده شدن دفترچه خاطرات ، ایگناسیو و نادیا در مراسم خاکسپاری وی حاضر میشوند و در آنجا مردی به آنها نزدیک میشود و به آنها یادداشتی میدهد که در آن نوشته شده است : " در مورد آدام کراولی ، اخوان هکاته بدانید --- HVHJ "
ایگناسیو و نادیا به امید پیدا کردن آدام کراولی و از بین بردن هیولاها ، به محل ذکر شده در یادداشت میروند .

## محیط بازی
محیط بازی دارای گرافیکی ساده و نور پردازی بعضاً تاریک می‌باشد و شخصیت‌های بازی دارای تمایزهای ظاهری با سایر شخصیت‌های مقابل را دارند و به سلاح‌هایی همچون تپانچه و چوب دستی شمشیرو انواع طلسم مسلح هستند.

## شخصیت‌های بازی
شخصیت‌های بازی به سه دسته تقسیم می‌شوند
- دسته اول مربوط به کاراکترهای بازی باز می‌باشند و بازی باز می‌تواند بازی را با آنها انجام دهد که عبارتند از ایگناتیوس بلک وارد و نادیا فرانسیسکوس و بازی باز در ابتدا به دلخواه می‌تواند یکی از این دو را انتخاب کند و بازی را اجرا کند.
- دسته دوم شخصیت‌های مربوط به داستان بازی هستند که عبارتند از

دکتر جین فرانسیسکوس (پدر نادیا) و آدام کراولی که شخصیت منفی و دشمن اصلی داستان می‌باشد.
- دسته سوم هم دشمنان و به نوعی موانع بازی هستند که شامل زامبی‌ها گرگنماها و سایر موجودات عجیب الخلقه هستند.